# День мёртвых
День мёртвых (исп. El Día de Muertos) — праздник, посвящённый памяти умерших, проходящий ежегодно 1 и 2 ноября в Мексике, Гватемале, Гондурасе и Сальвадоре. По поверью, в эти дни души умерших родственников посещают родной дом. Традиция восходит к индейцам майя и ацтекам, которые приносили дары богине Миктлансиуатль и сооружали стены с изображением черепов — цомпантли.
Празднование календарно совпадает с двумя католическими праздниками — Днём всех святых (1 ноября) и Днём всех душ (2 ноября). Традиции, связанные с праздником, включают в себя создание частных алтарей в честь покойного, включающие черепа из сахара, бархатцы, любимые продукты и напитки умершего и посещение могилы с этими подарками.
В 2003 году праздник был включён ЮНЕСКО в список нематериального культурного наследия человечества.
В эти дни устраивается карнавал, готовятся сладости в виде черепов и фигурок одетых женских скелетов, напоминающих Катрину.
В 2004 году студенты Национального автономного университета Мексики выстроили из 5667 сахарных, шоколадных и карамельных черепов стену, что на 2667 черепов превышает прежнюю стену. Стена занесена в Книгу рекордов Гиннесса.
Ко Дню мёртвых украшают кладбища лентами и цветами, дороги к домам умерших их родственники заставляют свечами, чтобы покойник мог найти дорогу домой.

## Происхождение праздника
День мёртвых стали отмечать на территории современной Мексики ещё древние народы, такие как ольмеки и майя. По мнению учёных, ритуалы, связанные с почитанием умерших, отмечались ещё 2500—3000 лет назад. В период до испанской колонизации местные жители часто держали в домах настоящие черепа умерших — как своеобразную семейную реликвию, их часто демонстрировали во время различных ритуалов, они должны были символизировать смерть и воскрешение.
Во времена империи ацтеков праздник, похожий на День мёртвых, отмечался в девятый месяц ацтекского календаря, который приходится на современный август. Ацтеки праздновали этот праздник целый месяц, во время которого почиталась богиня Миктлансиуатль — богиня смерти. В современной мифологии этой богине соответствует символ Катрины. Во многих областях Мексики этот праздник празднуется в течение двух дней: 1 ноября почитают умерших детей и младенцев, который ещё называют Днём ангелочков (исп. Día de los Angelitos); 2 ноября, в День умерших (исп. Día de los Difuntos), почитают всех взрослых мертвецов.

## Культурное и религиозное значение
Многие из тех, кто отмечает этот праздник, верят, что в День мёртвых души умерших могут посетить живых родственников и друзей. В этот день люди посещают кладбища, чтобы пообщаться с душами умерших, на могилах строят алтари с фотографиями и реликвиями, приносят любимые напитки и еду умерших. Все это делается для того, чтобы побудить душу усопшего посетить живых. Иногда празднования приобретают весёлую окраску, когда родственники умерших вспоминают у надгробия смешные или весёлые факты из жизни умершего.
Празднование Дня мёртвых в разных регионах имеет свои отличия. Как правило, к празднику готовятся на протяжении целого года, когда понемногу собирают вещи, которые должны быть на алтаре умершего. Во время празднования 1 и 2 ноября родные украшают цветами и фруктами могилы умерших. Очень часто в украшениях на могилах используют специальные цветы — оранжевые бархатцы, которые по повериям притягивают души умерших. В Мексике эти цветы называются «цветы мёртвых» (исп. Flor de Muerto). В День ангелочков приносят игрушки для детей и сладости. Для взрослых же чаще всего приносят текилу, пиво и другие алкогольные напитки.
В Мадриде мексиканский Алтарь мёртвых можно увидеть в дни праздника в Институте Сервантеса, где его уже два года подряд выстраивают преподаватели из Мексики.

Предметы обряда
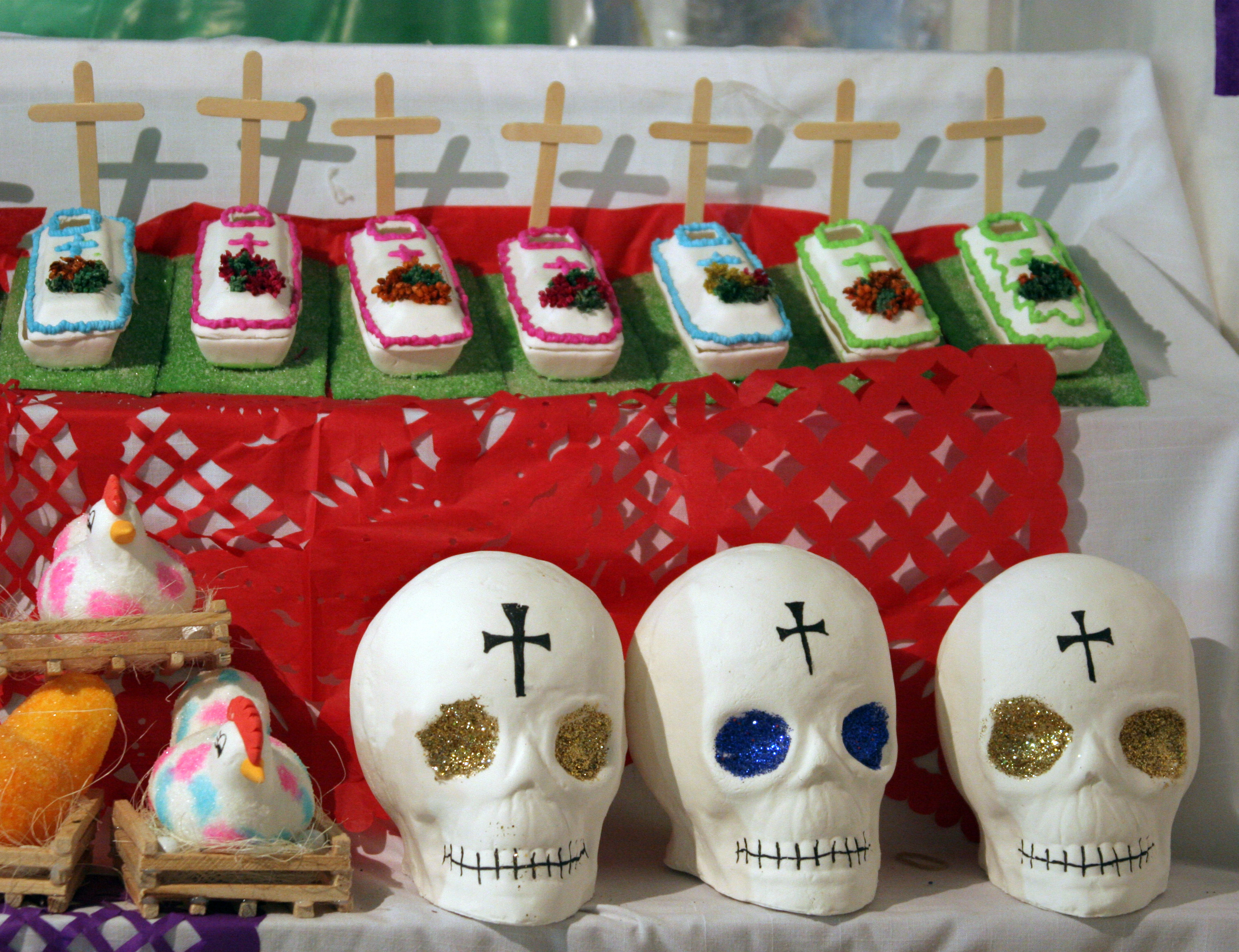
Сахарные головы
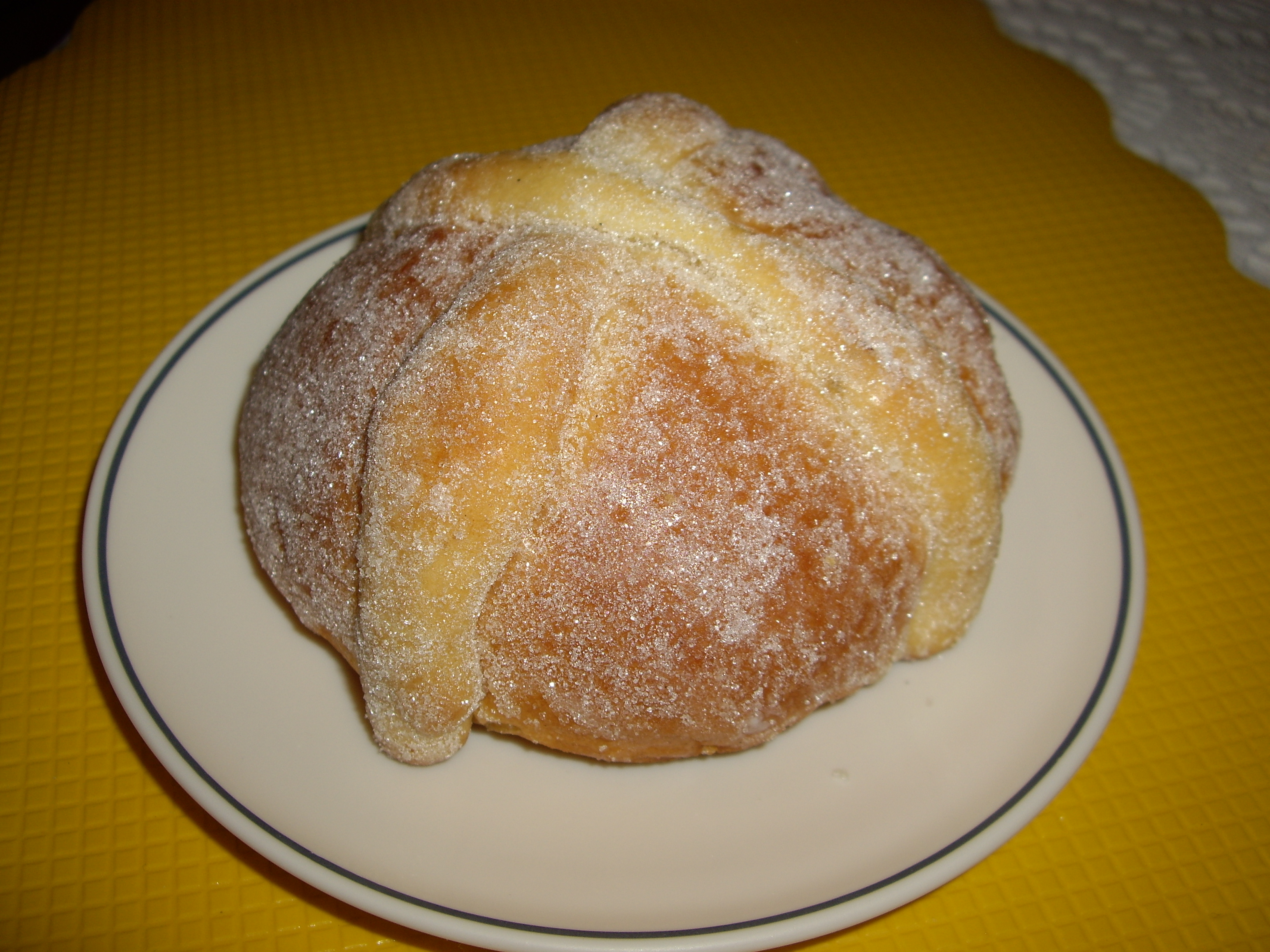
Хлеб Мёртвых — традиционная выпечка ко Дню мёртвых
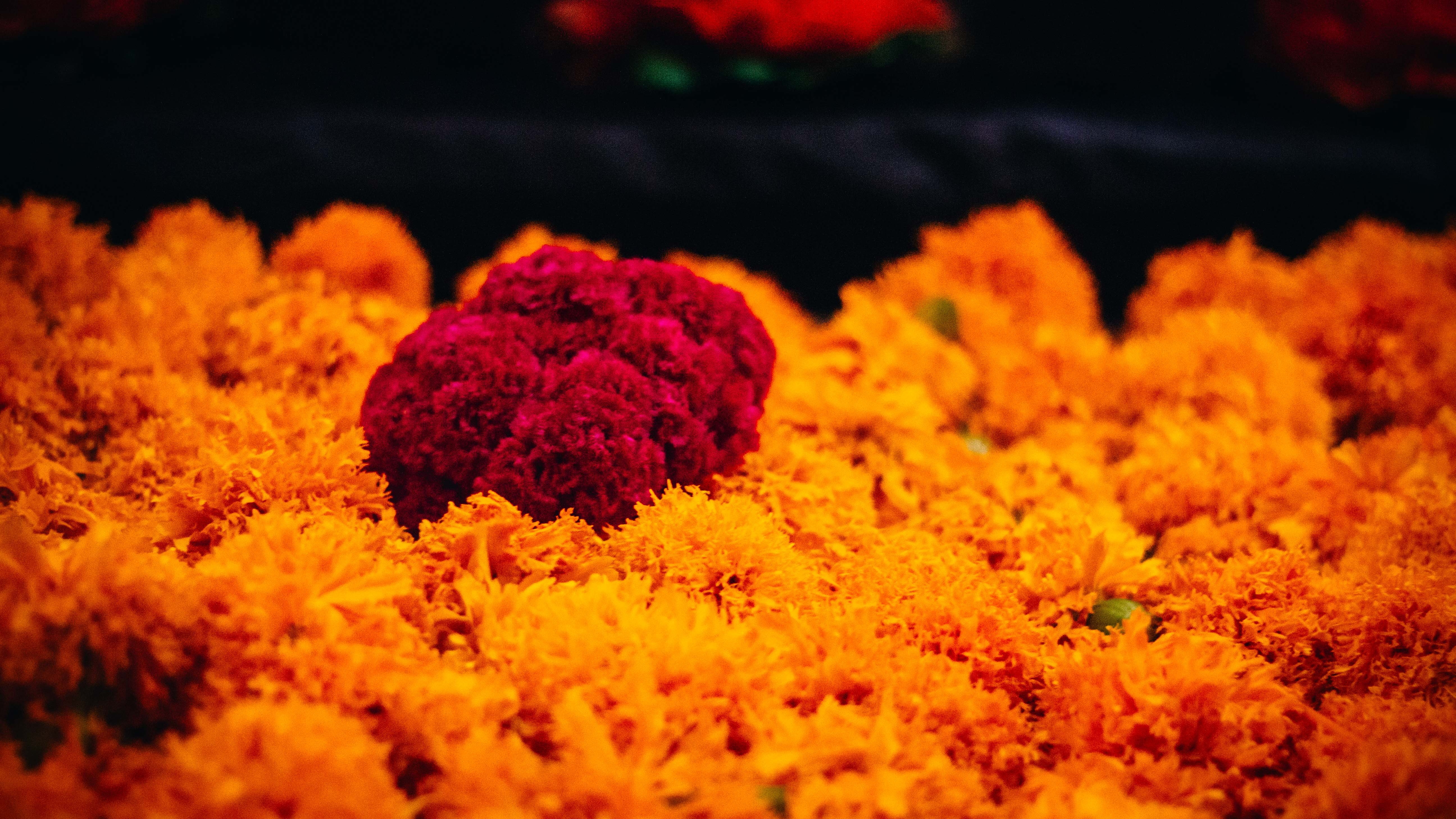
Цветы мёртвых — оранжевые бархатцы

Галерея
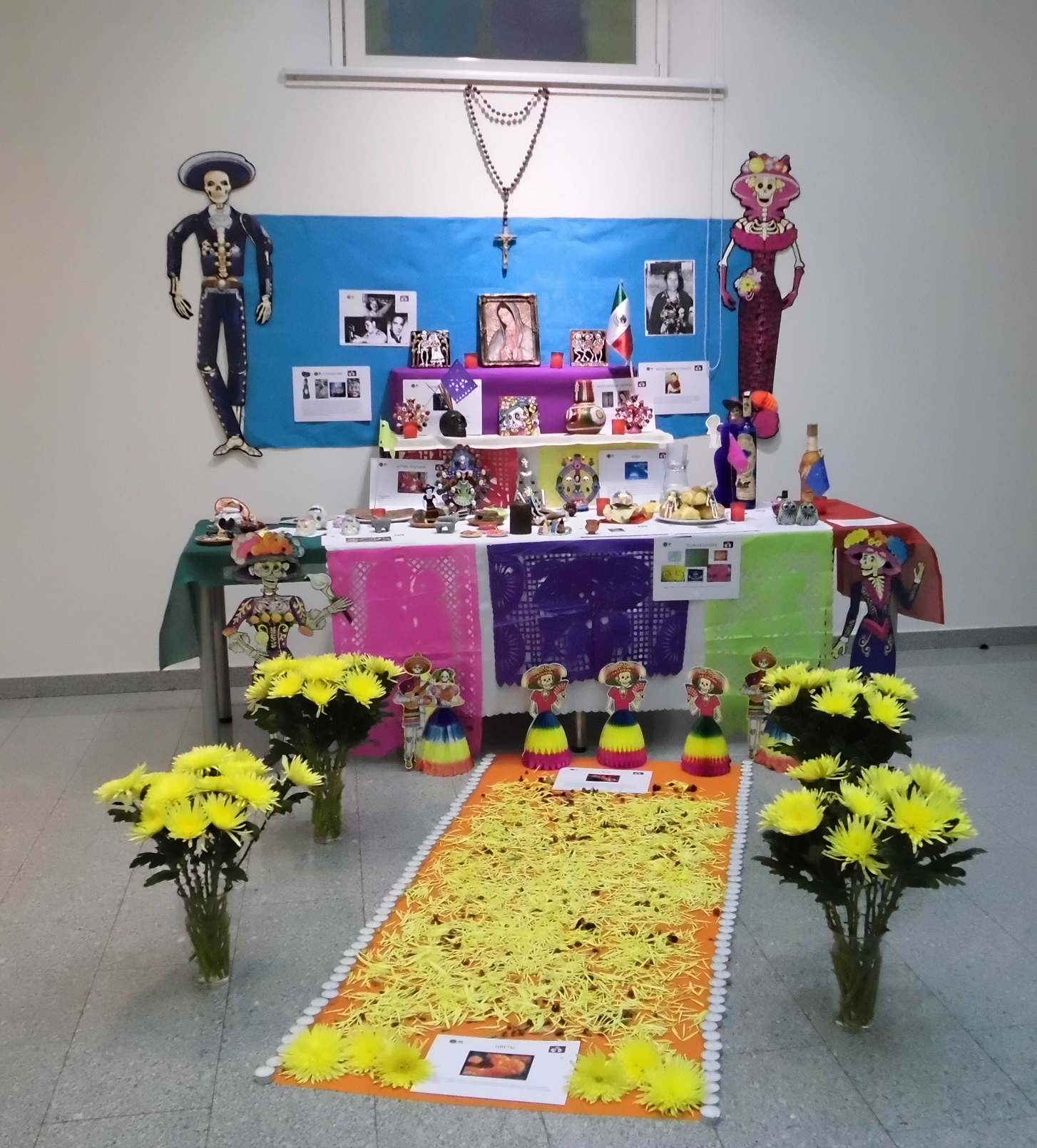
Алтарь мёртвых в Институте Сервантеса
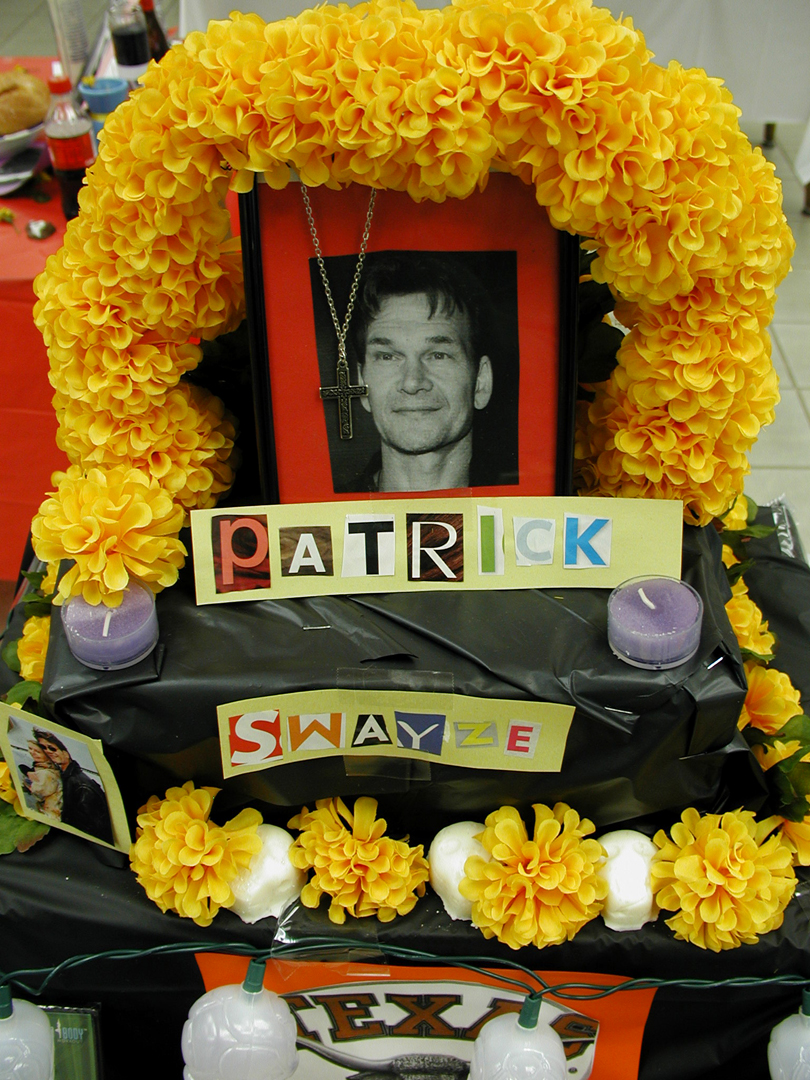
Фото Патрика Суэйзи на алтаре по случаю Дня мёртвых в Канаде
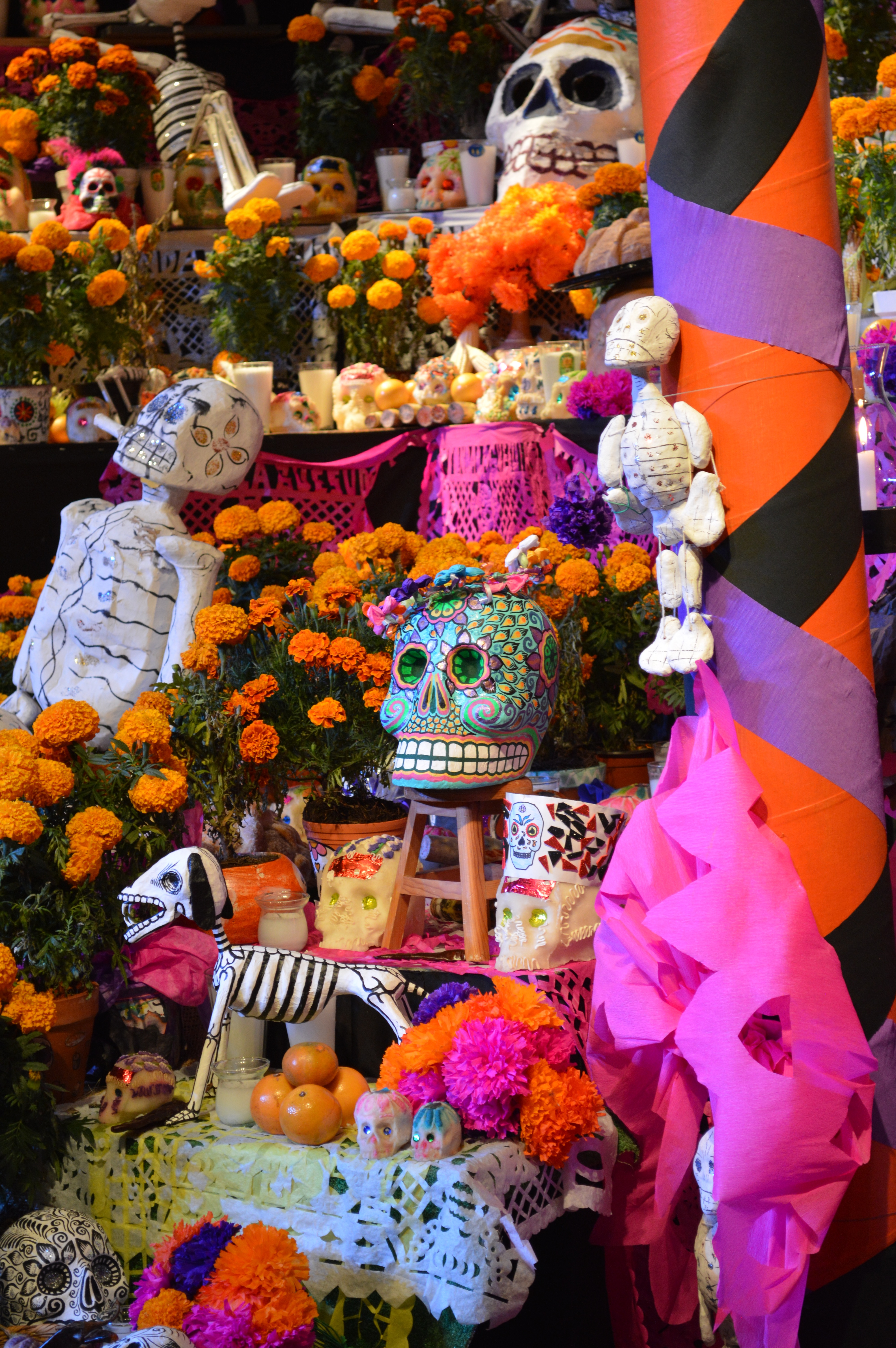
Алтарь днём
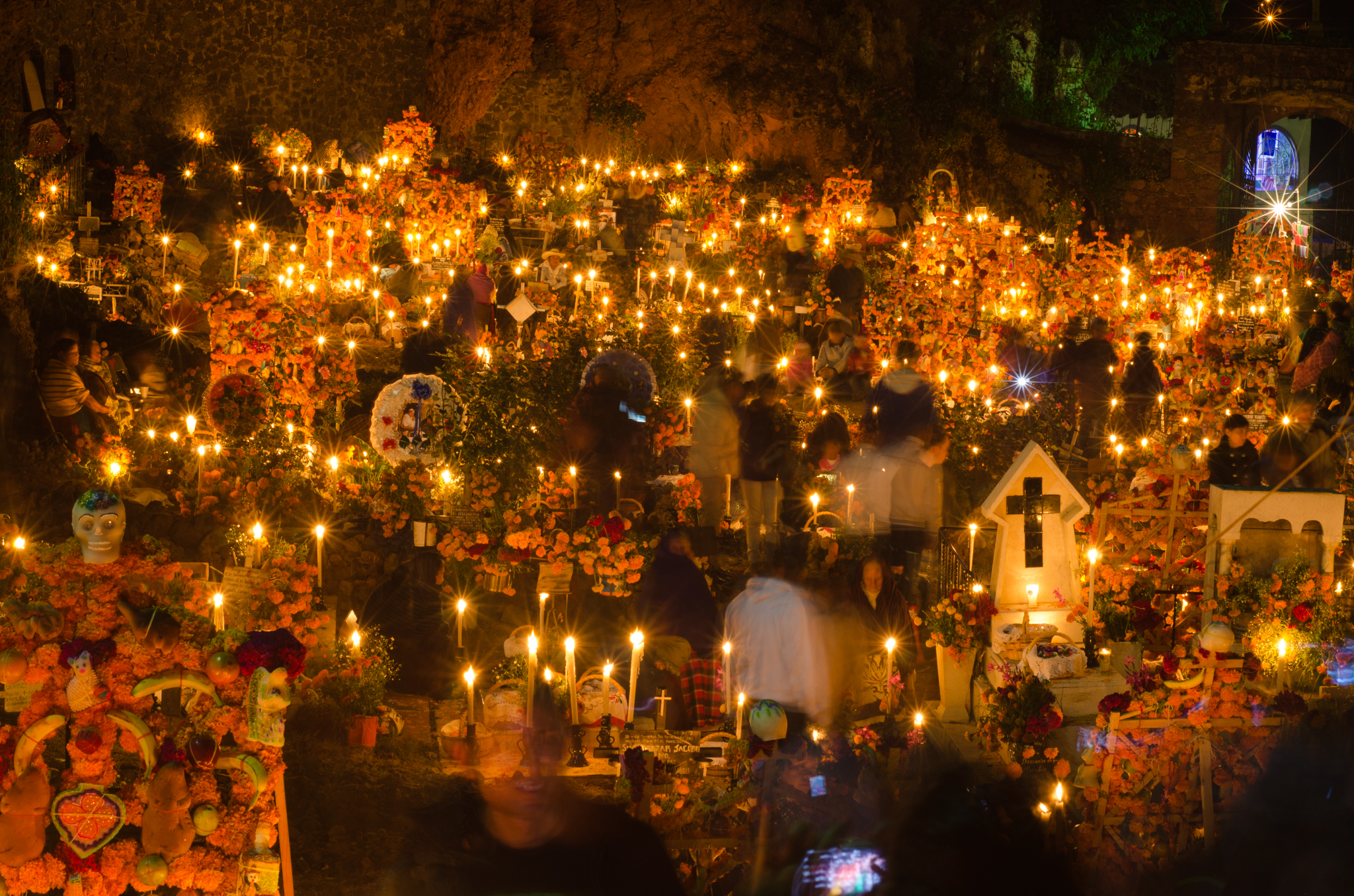
Алтарь ночью